# Под обломками самодержавия
«Под обломками самодержавия» (Любил… и предал) — немой художественный фильм предположительно Вячеслава Висковского. Фильм вышел на экраны 21 мая 1917 года. Фильм сохранился не полностью; без надписей.

## Сюжет
Россия 1910-х годов. Один человек предаёт своего родного брата-революционера и по каким-то неясным причинам поступает в охранку Его Величества под вымышленной фамилией барона Толли. Он пользуется большим успехом при дворе и снискивает благосклонное расположение высокой особы, которая становится его любовницей. В то же время удачливый «барон» увлекается дочерью боевого генерала, настроенного против нынешнего императорского режима и замыслившего низвергнуть правительство. «Барона Толли» арестовывают по подозрению в сочувствии преступным планам генерала. «Барон», чтобы выгородить себя, заставляет дочь генерала совершить покушение на императора, не увенчавшееся успехом, но вызвавшее восстание народа против царского режима. После победы народ освобождает арестованную дочь генерала, а авантюрист и провокатор «барон Толли» кончает жизнь самоубийством.

## Критика
В. Вишневский охарактеризовал фильм как «псевдо-революционную драму с нелепым и пошлым сюжетом», а В. Семерчук назвал картину «едко-саркастической».
«Кинобюллетень», достаточно подробно пересказав сюжет фильма, отозвался о фильме негативно: «Действие происходит в современной России — следовательно, историческая нелепость сюжета очевидно. Драма является наглой спекуляцией революционным чувством. Постановка нехудожественна и груба, напр.: в одной сцене в частную квартиру толпа входит со знамёнами, которые по необходимости чрезвычайно миниатюрны».